# جاين دانسون
جاين دانسون (بالإنجليزية: Jane Danson )‏ (و. 1978  م) هي ممثلة بريطانية.

## وصلات خارجية
- جاين دانسون على موقع IMDb (الإنجليزية)
- جاين دانسون على موقع ألو سيني (الفرنسية)
- جاين دانسون على موقع قاعدة بيانات الفيلم (الإنجليزية)
- جاين دانسون على موقع كينوبويسك (الروسية)

- جاين دانسون في قاعدة بيانات الأفلام على الإنترنت